# Feuquières-en-Vimeu
Feuquières-en-Vimeu – miejscowość i gmina we Francji, w regionie Hauts-de-France, w departamencie Somma.
Według danych na rok 2011 gminę zamieszkiwało 2499 osób, a gęstość zaludnienia wynosiła 313 osób/km² (wśród 2293 gmin Pikardii Feuquières-en-Vimeu plasuje się na 104. miejscu pod względem liczby ludności, natomiast pod względem powierzchni na miejscu 606.).

## Gospodarka
W Feuquières-en-Vimeu od 1872 roku znajduje się fabryka grupy Nicolas Decayeux, europejskiego lidera produkcji skrzynek na listy, który produkuje tu około 1,2 mln skrzynek rocznie.